# کیشو ایزوچی
کیشو ایزوچی (انگلیسی: Kishu Izuchi؛ زادهٔ ۲۵ آوریل ۱۹۶۸) فیلم‌نامه‌نویس، و کارگردان فیلم اهل ژاپن است.